# Avicii Arena
De Avicii Arena, voorheen Stockholm Globe Arena en Ericsson Globe en in de volksmond bekend als Globen ("de Globe"), is een arena in Globen City in het stadsdeel Johanneshov in Stockholm.
Er worden voornamelijk ijshockeywedstrijden in gehouden, maar ook concerten en de finale om het Zweeds landskampioenschap floorball. Het gebouw werd geopend op 19 februari 1989. Architect van zowel de arena als het aanpalende hotel, de kantoren en het winkelcentrum was Berg Arkitektkontor uit Stockholm.
De Globe was het grootste bolvormige gebouw ter wereld tot de opening van de Sphere in Las Vegas. De diameter is 110 meter en de hoogte 85 meter. Het gebouw bestaat voornamelijk uit staal, beton en glas. Er is plaats voor ruim 16.000 mensen.
Op 2 februari 2009 werd bekend dat de Zweedse mobieletelefoonfabrikant Ericsson de naamrechten had verworven, waarmee een tienjarig samenwerkingsverband tussen Ericsson en de arena begon.
Het Eurovisiesongfestival werd hier gehouden in 2000 en in 2016. Vanaf 2002 tot 2012 werd hier jaarlijks het Melodifestivalen gehouden.
Daarnaast representeert de Avicii Arena de zon in het Sweden Solar System.
De naam van de arena is een eerbetoon aan de in 2018 overleden producer Avicii.